# Beautiran
Beautiran (okzitanisch: Bautiran) ist eine französische Gemeinde im Département Gironde in der Region Nouvelle-Aquitaine. Die Gemeinde liegt im näheren Einzugsgebiet der Stadt Bordeaux.  Während Beautiran im Jahr 1962 über 1.014 Einwohner verfügte, zählt man aktuell 2466 Einwohner (Stand 1. Januar 2022).
Die Gemeinde gehört zum Kanton La Brède im Arrondissement Bordeaux.

## Bevölkerungsentwicklung
| Jahr                      | 1962 | 1968 | 1975 | 1982 | 1990 | 1999 | 2006 | 2016 |
| Einwohner                 | 1014 | 1214 | 1353 | 1416 | 1803 | 2038 | 2115 | 2222 |
| Quelle: Cassini und INSEE |      |      |      |      |      |      |      |      |

## Verkehr
Beautiran liegt an der Bahnstrecke Bordeaux–Sète und wird im Regionalverkehr mit TER-Zügen bedient.

## Sehenswürdigkeiten
Siehe auch: Liste der Monuments historiques in Beautiran

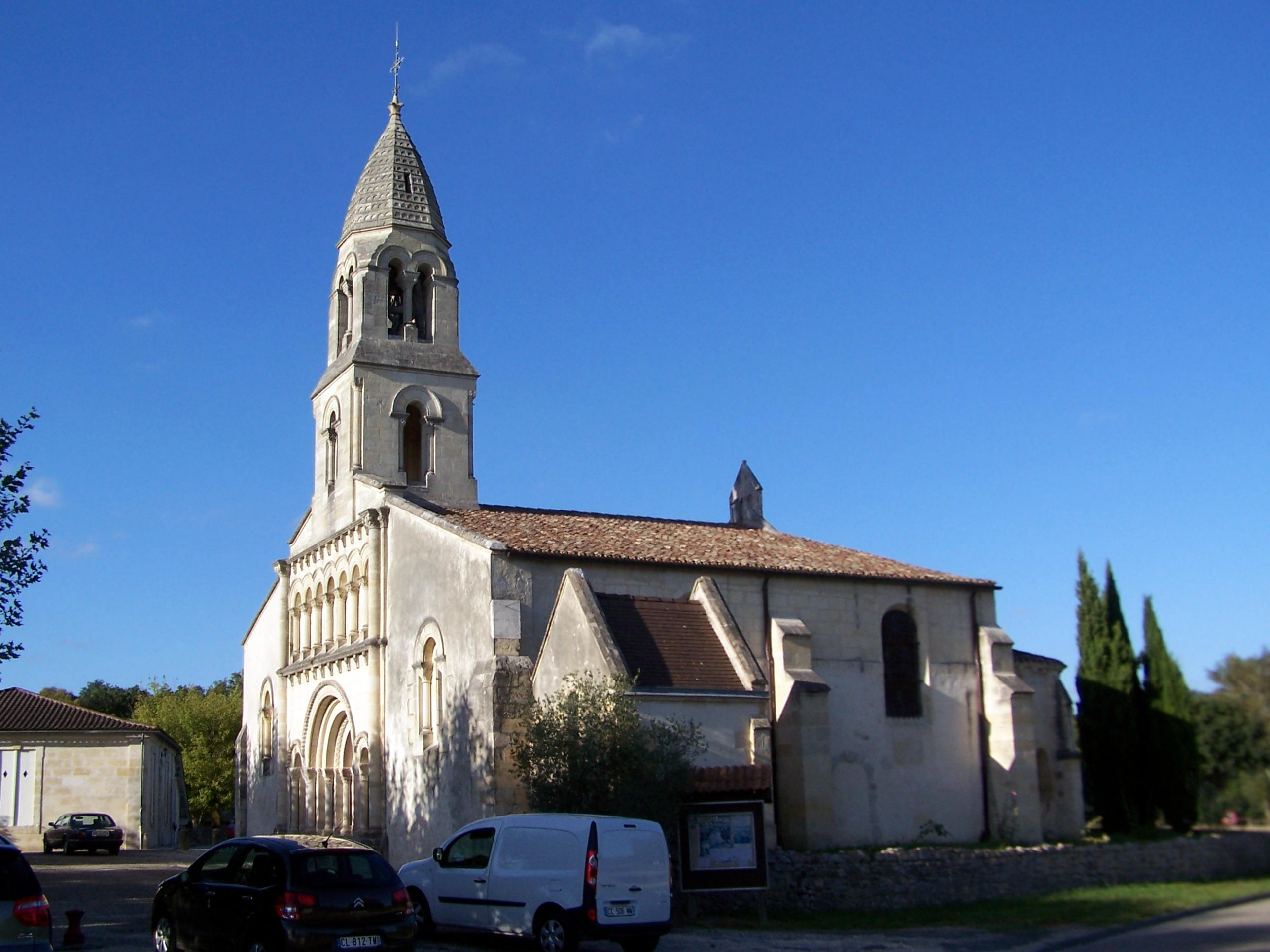
Kirche Saint-Michel

- Kirche Saint-Michel

## Weinbau
Beautiran ist ein Weinbauort in der Weinbauregion Graves und wird vom Fluss Gat-Mort durchquert, der hier in die Garonne mündet, die die nordöstliche Gemeindegrenze bildet.